# Peter Weck
Peter Weck (Wenen, 12 augustus 1930) is een Oostenrijkse acteur, regisseur, theaterleider en -producent. Hij heeft tevens de Zwitserse nationaliteit.

## Jeugd en opleiding
Peter Weck werd geboren in Wenen als tweede zoon van een ingenieur en fabrikant van flessluitingen. Op 10-jarige leeftijd werd hij in 1940 lid van de Wiener Sängerknaben als sopraan-solist. Vier jaar lang trad hij onder leiding van Ferdinand Grossmann tijdens internationale concerten op in Zweden en Spanje. Onder leiding van Oscar Fritz Schuh trad hij in 1941 op in de Mozart-opera Die Ganz des Kalifen als opzichter Murat. In 1944 werd hij getroffen door een stembreuk en moest zich derhalve terugtrekken uit de Wiener Sängerknaben. Het einde van de Tweede Wereldoorlog maakte hij mee in Pitten, waar zijn grootvader burgemeester was. In de herfst van 1945 keerde de familie terug naar Wenen. Vanaf 1949 bezocht hij de Universität für Musik und darstellende Kunst Wien en studeerde piano, klarinet, harp, fagot en orkestdrums, met het doel om dirigent te worden. Deze studie brak hij af in 1951. Evenwijdig daaraan had hij op zijn vaders wens een studie voor machinebouw aangevangen aan het Technologische Gewerbezentrum, die hij echter voortijdig beëindigde. Hij voltooide ten slotte van 1951 tot 1953 een opleiding aan het Max-Reinhardt-seminarie, die hij met lof afmaakte.

## Carrière als acteur
Zijn theaterdebuut begon in 1953 onder Theo Knapp bij het Stadttheater Klagenfurt als Truffaldino in het stuk Der Diener zweier Herren van Carlo Goldoni. Het jaar daarop kwam de doorbraak als theateracteur bij het Theater am Kurfürstendam. Onder Rudolf Steinboeck aanvaardde hij in Der Schwierige van Hugo von Hofmannsthal de rol van Stani en tevens zijn paraderol, die hij tot 1967 speelde tijdens talrijke uitvoeringen van het stuk in verschillende theaters en tijdens de Salzburger Festspiele. Axel von Ambesser had hem in deze rol gezien in Berlijn en liet hem in 1954 acteren in zijn eerste bioscoopfilm Und der Himmel lacht dazu.
Vanaf september 1954 was hij een vast ensemblelid bij het Theater in der Josefstadt en speelde bovendien in de aan het theater verbonden kamerspelen. Zijn disciplines waren daarbij jeugdige komische rollen, van hulpeloze tot professionele minnaars, kortom alles wat komisch en hilarisch overkwam. Ernst Haeussermann ten slotte haalde Weck naar het Weense Burgtheater. In zijn contract was een clausule ingebouwd, waarin een overeenkomst was vastgelegd voor vrijstelling voor de periode van een half jaar voor het maken van filmopnamen. Gastoptredens brachten hem in de daaropvolgende jaren naar Hamburg (1964) en het Schauspielhaus Zürich (1965). Zijn laatste rol in het Weense Burgtheater was die van de kleermaker Zwirn in Lumpazivagabundus van Johann Nestroy. In 1970 regisseerde hij voor de eerste keer. Bij de Burgenländische Festspiele regisseerde hij Des Meeres und der Liebe Wellen van Franz Grillparzer met Brigitte Grothum en Alexander Kerst.
In 1970 verhuisde Weck naar Zwitserland, waar hij onder andere speelde in het Schauspielhaus Zürich en in het Residenztheater in München. Ook ging hij op theatertournee. Pas in 1980 was hij weer te zien in een theaterrol in Oostenrijk. Bij de Wiener Festwochen speelde hij in Die letzten Tage der Menschheit zijn laatste rol voor een langere periode. Pas in 2008 maakte hij zijn comeback op het podium in het stuk Sonny Boys in het Wiener Volkstheater aan de zijde van Harald Serafin.

## Carrière als theaterleider
In navolging van een opvoering van Die letzten Tage der Menschheit kreeg Weck in 1981 een aanbod van de Weense wethouder Helmut Zilk om de leiding over te nemen van het Theater an der Wien, die hij officieel in januari 1983 aantrad. In hetzelfde jaar verhuisde hij van Zwitserland naar Oostenrijk. Zijn doel was het om in Wenen een musicaltheater op te richten. Op zoek naar zijn eerste arrangement had hij in Londen de pas in première gegane musical Cats van Andrew Lloyd Webber gezien en zich verzekerd van de auteursrechten voor het stuk. Op 24 september 1983 beleefde Cats zijn Duitstalige première. Na Londen en New York was dit wereldwijd de derde productie van dit stuk. Voor de rol van Grizabella werd Angelika Milster gecontracteerd, evenals de toen nog onbekende Ute Lemper.
In 1987 nam hij ook het Raimundtheater en het Varieté Ronacher over. Deze drie theaters werden in januari 1987 samengevoegd tot de Vereinigte Bühnen Wien en werd Weck algemeen directeur van de grootste theaterorganisatie van Wenen. De musical Cats werd gespeeld in het Ronacher en op het einde van 1990 na 2080 opvoeringen gestopt. In zijn tijd als algemeen directeur speelden de Duitstalige premières van Les Misérables (1988) en Das Phantom der Oper (1988). Hij regisseerde bovendien de musical Freudiana, de eerste grote productie van de Vereinigte Bühnen Wien. De laatste productie, die door Weck als wereldpremière werd gebracht, was de musical Elisabeth.

## Carrière als televisie- en filmacteur
Weck maakte zijn filmdebuut in de komedie Und der Himmel lacht dazu (1954). In de jaren 1950 en 1960 acteerde hij in luchtige amusementsfilms en muziekkomedies met onder andere Hans Moser en Theo Lingen. Hij acteerde meestal in films onder regie van Franz Antel, Franz Josef Gottlieb, Harald Reinl en Harald Vock. Met zijn toenmalige vriendin Cornelia Froboess trad hij op in meerdere films, waaronder Mariandl. Drie keer speelde hij aan de zijde van Romy Schneider in de films Mädchenjahre einer Königin (1954), Sissi (1955), Ein Gruß aus Wien (1962) en Der Kardinaal (1963).
In de jaren 1960 werd Weck bij een breed publiek bekend als presentator van de muziekprogramma's Wir machen Musik (1960) en Musik für Sie (1962 – 1963). In 1971 acteerde hij in de populaire tv-serie Wenn der Vater mit dem Sohne als partner van Fritz Eckhardt. Ook de door hem geregisseerde 13-delige ZDF-tv-serie Ich heirate eine Familie (1983) was succesvol van 1983 tot 1986, waarin hij de rol van de familievader Werner Schumann speelde. Het tijdschrift Der Spiegel betitelde hem in 1986 als de lievelings-Papi van de tv-kijkers.
In 2016 nam hij deel aan de 147e editie van het ARD-quizprogramma Wer weiß denn sowas?.
Reeds in 1969 had Weck bij de komedie Hilfe, ich liebe Zwillinge! voor de eerste keer geregisseerd. Er volgden meerdere amusementskomedies onder zijn regie, waarbij hij deels ook vertolker was. Voor de televisie maakte hij verschillende tv-profielen over collega's, zoals Theo Lingen (1976, Lingen über Lingen) en Willy Millowitsch (1978, Der Kölsche Jung: Willy Millowitsch im Porträt). Met zijn eigen productiefirma Cinevista Film produceerde hij bovendien vanaf eind jaren 1980 tv-films en –series, waaronder 13 afleveringen van de serie Heiteres Bezirksgericht.

## Privéleven
Zijn oudere broer, de schilder en graficus Herbert Tasquil (1923 – 2008) was hogeschoolprofessor voor vormgevingsleer aan de Hochschule für Angewandte Kunst in Wenen. In 1966 leerde Weck de mannequin Ingrid Muttone kennen. Ze trouwden op 22 juni 1967 en kregen een dochter en een zoon. Ze overleed plotseling in april 2012 aan de gevolgen van een hartinfarct en werd bijgezet op de Weense Zentralfriedhof. Hij trok zich daarna voor meerdere maanden uit de openbaarheid terug.

## Filmografie

### Als acteur
- 1954: Und der Himmel lacht dazu (Bruder Martin)
- 1954: Mädchenjahre einer Königin
- 1955: Die Wirtin zur Goldenen Krone
- 1955: Sissi
- 1956: Liebe, die den Kopf verliert
- 1956: Die gestohlene Hose
- 1956: Mädchen mit schwachem Gedächtnis
- 1956: Husarenmanöver
- 1957: Illusionen (tv)
- 1957: Die liebe Familie
- 1957: August, der Halbstarke
- 1957: Der müde Theodor
- 1957: Vater, unser bestes Stück
- 1957: Der Kaiser und das Wäschermädel
- 1958: Liebelei (tv)
- 1958: Wiener Luft
- 1958: Heimatlos
- 1958: Man müßte nochmal zwanzig sein
- 1958: Ihr 106. Geburtstag
- 1958: Ohne Mutter geht es nicht
- 1958: Whisky, Wodka, Wienerin (Rendezvous in Wien)
- 1959: Auch Männer sind keine Engel
- 1959: Wenn das mein großer Bruder wüßte
- 1959: Liebe verboten – Heiraten erlaubt
- 1959: Paradies der Matrosen
- 1959: Gitarren klingen leise durch die Nacht
- 1960: Meine Nichte tut das nicht
- 1960: Immer will ich dir gehören
- 1960–1961: Familie Leitner (tv-serie, 2 afleveringen)
- 1961: Der Schwierige (tv)
- 1961: Junge Leute brauchen Liebe
- 1961: Mariandl
- 1961: Der Traum von Lieschen Müller
- 1962: …und ewig knallen die Räuber
- 1962: Leutnant Gustl (tv)
- 1962: Der Vogelhändler
- 1962: Almost Angels
- 1962: Mariandls Heimkehr
- 1962: Anatol (tv)
- 1962: Die Försterchristel
- 1963: Die ganze Welt ist himmelblau (Rote Lippen soll man küssen)
- 1963: Ist Geraldine ein Engel?
- 1963: Im singenden Rößl am Königssee
- 1963: The Cardinal
- 1964: Das Konzert (tv)
- 1964: Heirate mich, Chéri
- 1964: Liebesgrüße aus Tirol
- 1965: Ninotschka (tv)
- 1965: Der seidene Schuh (tv-serie)
- 1965: An der Donau, wenn der Wein blüht
- 1966: Towarisch (tv)
- 1967: Im weißen Rößl (tv)
- 1967: Eiszeit der Liebe (tv)
- 1967: Umsonst (tv)
- 1968: Bei Kerzenlicht (tv)
- 1968: Paradies der flotten Sünder
- 1968: Der blaue Strohhut (tv)
- 1968: Madame Sans-Gêne – Die schöne Wäscherin (tv)
- 1968: Immer Ärger mit den Paukern
- 1969: Unser Doktor ist der Beste

### Als acteur (vervolg)
- 1969: Königin einer Nacht (tv)
- 1969: Dem Täter auf der Spur, aflevering: Das Fenster zum Garten (tv-serie)
- 1969: Ein Dorf ohne Männer (tv)
- 1969: Warum hab’ ich bloß 2× ja gesagt?
- 1969: Gauner, Gelder und Giraffen (tv)
- 1969: Hilfe, ich liebe Zwillinge!
- 1970: Unsere Pauker gehen in die Luft
- 1971: König Johann (tv)
- 1971: Wer zuletzt lacht, lacht am besten
- 1971: Eine unwürdige Existenz (tv)
- 1971: Das haut den stärksten Zwilling um
- 1971: Wenn mein Schätzchen auf die Pauke haut
- 1971: Wenn der Vater mit dem Sohne (tv-serie)
- 1971: Zwischenspiel oder Die neue Ehe (tv)
- 1971: Hochwürden drückt ein Auge zu
- 1972: Meine Tochter – deine Tochter
- 1972: Immer Ärger mit Hochwürden
- 1972: Trubel um Trixie
- 1973: Reigen
- 1973: Wenn jeder Tag ein Sonntag wär
- 1974: Nichts als Erinnerung (tv)
- 1977: Der Fall Winslow (tv)
- 1979: Extratouren (tv)
- 1980: Die weiße Stadt (tv)
- 1983–1986: Ich heirate eine Familie (tv-serie)
- 1985: Wiener Klatsch – Szenen aus der Gesellschaft (tv)
- 1985: Die Flucht ohne Ende (tv)
- 1987: Willkommen im Club (tv-serie)
- 1988: Heiteres Bezirksgericht (tv-serie)
- 1990: Roda Roda (tv-serie)
- 1991: Sicher ist sicher (tv-serie)
- 1995: Schade um Papa (tv-serie)
- 1995: Ich begehre dich
- 1996: Alte Liebe – Neues Glück (Hofrat Geiger) (tv)
- 1997: Weißblaue Geschichten (tv-serie, 1 aflevering)
- 1997: Ein Schutzengel auf Reisen (tv)
- 1999: Geliebte Gegner (tv)
- 1999: Aimée und Jaguar
- 1999: Das Mädchen aus der Torte (tv)
- 2000: Die Ehre der Strizzis (tv)
- 2001: Herzensfeinde (tv)
- 2002: Zwei alte Gauner (tv)
- 2002: Donna Leon – Nobiltà (tv-serie)
- 2003: Fliege kehrt zurück (tv)
- 2003: Jetzt erst recht (tv)
- 2004: Unter weißen Segeln – Urlaubsfahrt ins Glück (tv)
- 2004: Fliege hat Angst (tv)
- 2006: Papa und Mama (tweedelige tv-serie)
- 2006: Glück auf vier Rädern (tv)
- 2007: Lilly Schönauer – Umweg ins Glück (tv-serie)
- 2007: Die Rosenkönigin (tv)
- 2008: Ein Ferienhaus auf Ibiza (tv)
- 2008: Das Traumhotel – China (tv-serie)
- 2010: Die Mutprobe (tv)
- 2010: Die Liebe kommt mit dem Christkind (tv)
- 2012: Das Traumschiff – Bali (tv-serie)
- 2012: Das Traumhotel – Brasilien (tv-serie)
- 2012: Oma wider Willen (tv)
- 2012: Utta Danella – Prager Geheimnis (tv)
- 2014: Tatort: Paradies (tv-serie)

### Als regisseur
- 1969: Hilfe, ich liebe Zwillinge!
- 1970: Nachbarn sind zum Ärgern da
- 1971: Wenn mein Schätzchen auf die Pauke haut
- 1972: Mensch ärgere dich nicht
- 1972: Hauptsache Ferien
- 1975: Eine ganz gewöhnliche Geschichte (tv-serie)
- 1975: Tatort: Urlaubsmord (tv-serie)
- 1976: Tatort: Annoncen-Mord (tv-serie)
- 1978: Vor Gericht seh’n wir uns wieder (tv-serie, 4 afleveringen)
- 1978–1979: Die unsterblichen Methoden des Franz Josef Wanninger (tv-serie, 6 afleveringen)
- 1979: Rollentausch (tv)
- 1979: Extratouren (tv)
- 1980: Kolportage (tv)
- 1981: Der Magnetiseur (tv)
- 1981: Sonne, Wein und harte Nüsse (tv-serie, 2 afleveringen)
- 1981: Der Gerichtsvollzieher (tv-serie, 6 afleveringen)
- 1982: Ein Fall für zwei (tv-serie, 2 afleveringen)
- 1982: Tatort: Trimmel und Isolde (tv-serie)
- 1982: Ein Kleid von Dior (tv)
- 1983–1986: Ich heirate eine Familie (tv-serie)
- 1984: Heute und damals (tv)
- 1986: Abschiedsvorstellung (tv)
- 1986: Alles was Recht ist (tv-serie)
- 1986: Was zu beweisen war (tv)
- 1988: Heiteres Bezirksgericht (tv-serie)
- 1989–1990: Hessische Geschichten (tv-serie, 2 afleveringen)
- 1991: Sicher ist sicher (tv-serie)
- 1992–1994: Schade um Papa (tv-serie)
- 1993: Durchreise – Die Geschichte einer Firma (zesdelige tv-film)
- 1994: Von Frau zu Frau: Die Sammlerin (tv)
- 1995: Ich begehre dich (tv)
- 1996: Alte Liebe – Neues Glück (Hofrat Geiger) (tv)
- 1996: Diebinnen
- 1997: Ein Mann steht seine Frau (tv-serie, 1 aflevering)
- 1997: Ein Schutzengel auf Reisen (tv)
- 1999: Geliebte Gegner (tv)
- 1999: Das Mädchen aus der Torte (tv)
- 2000: Die Ehre der Strizzis (tv)
- 2000: Am Ende siegt die Liebe (tv)
- 2001: Zwei unter einem Dach (tv)
- 2001: Herzensfeinde (tv)
- 2002: Mann, oh Mann, oh Mann! (tv)
- 2003: Drei unter einer Decke (tv)
- 2007: Die Rosenkönigin (tv)

## Theaterrollen
- 1953: Carlo Goldoni – Der Diener zweier Herren; Rol: Truffaldino (Stadttheater Klagenfurt)
- 1954: Hugo von Hofmannsthal – Der Schwierige; Rol: Stani (Theater am Kurfürstendamm; Theater in der Josefstadt, Münchner Kammerspiele, Salzburger Festspiele 1967)
- 1959: John Osborne – Epitaph für George Dillon; Rol: George Dillon (Kleines Theater der Josefstadt Wenen)
- 1960: William Shakespeare – Was ihr wollt; Rol: Bleichenwang (Burgtheater Wenen)
- 1962: George Bernard Shaw – Helden; Rol: Bluntschli (Akademietheater Wenen)
- 1965: Molière – Tartuffe; Rol: Tartuffe (Schauspielhaus Zürich)
- 1966: Nikolai Gogol – Der Revisor; Rol: Chlestakow (Akademietheater Wenen)
- 1967: Tom Stoppard – Rosenkranz und Güldenstern sind tot; Rol: Rosenkranz (Akademietheater Wenen)
- 1969: Johann Nestroy – Der böse Geist Lumpazivagabundus; Rol: Zwirn (Burgtheater Wien)

## Onderscheidingen
- 1980: Beroepstitel Professor (toegekend door het Oostenrijkse ministerie van Onderwijs)
- 1984: Bambi
- 1984: Goldene Kamera in de categorie Beste Regisseur voor Ich heirate eine Familie
- 1985: Goldene Europa
- 1985: Goldene Kamera in de categorie populairste seriekoppel (1e plaats van de HÖRZU-lezerkeuze) samen met Thekla Carola Wied
- 1985: Goldenes Ehrenzeichen voor zijn verdiensten voor het land Wenen
- 1988: Telestar
- 1990: Bambi
- 1990: Titel Kammerschauspieler
- 1990: Heinrich-Abelé-Preis
- 1990: Goldene Romy als populairste serie-ster
- 1991: Karl-Valentin-Orden
- 1991: Tourismuspreis der Wiener Wirtschaftskammer voor de musical Cats
- 1992: Goldene Europa
- 1992: Goldener Rathausmann
- 1993: Österreichisches Ehrenkreuz für Wissenschaft und Kunst 1e klas
- 1993: Feinschmecker des Jahres
- 1993: Bacchus
- 1996: International Musical Award Germany voor zijn bijzondere inbreng voor de Duitstalige musical
- 2000: Groot gouden Ereteken voor verdiensten voor het bondsland Neder-Oostenrijk
- 2001: Gouden Eremedaille van de bondshoofdstad Wenen in Gold
- 2004: Groot zilveren Ereteken voor verdiensten voor de republiek Oostenrijk
- 2005: Platina-Romy voor het levenswerk
- 2012: Krone der Volksmusik voor het levenswerk
- 2015: Deutscher Musical Theater Preis als ereprijs voor het levenswerk

- Gemeinsame Normdatei: 136202500
- International Standard Name Identifier: 0000 0000 5658 5184
- Library of Congress Control Number: n78018959
- Nationale Bibliotheek van Letland: 000111478
- MusicBrainz: da9d310b-0411-460a-b473-61ab71f1a3b3
- Nationale Bibliotheek van Tsjechië: mub2016911773
- Nationale Bibliotheek van Polen: a0000002828399
- Nederlandse Thesaurus van Auteursnamen: 072520558
- Système universitaire de documentation: 191563781
- Virtual International Authority File: 80588003